# Edwin Fischer (tennis)
Edwin Philip Fischer, né le 3 octobre 1872 à New York et mort dans la même ville en novembre 1947, est un joueur de tennis américain actif à la fin du XIXe siècle et du début du XXe siècle.
Il a remporté l'US Men's National Championship en double mixte en 1894, 1895, 1896 et 1898 (avec Juliette Atkinson et Carrie Neely).
En 1920, il est interné pour troubles mentaux. 

## Biographie
En tant que joueur de tennis, il a atteint les demi-finales des Championnats des États-Unis en 1896 contre Bill Larned et fut trois fois finaliste des Internationaux du Canada en 1896, 1897 et 1898 (all comer's final).

### L'attentat de Wall Street en 1920
À midi, le 16 septembre 1920, une bombe explose dans le quartier financier de New York. L'explosion tue 38 personne et en blesse sérieusement 143 autres. 
Les enquêteurs chargés de l'affaire deviennent rapidement suspicieux envers Edwin Fisher à la suite de la découverte de lettres envoyées à ses amis, dans lesquelles il leur intimait de quitter New York avant le 16 septembre, prévoyant une attaque imminente à la bombe.
Emmené en détention à Hamilton, Canada, il est surpris lors de son retour en train de porter deux costumes ainsi qu'une tenue de tennis par-dessous. Il déclara être « prêt pour un match de tennis à n'importe quel moment ». Interrogé par la police à Bellevue, il affirma avoir reçu les prédictions « dans l'air, de la part de Dieu ».  La police se rendant compte qu'il souffrait d'un trouble mental, et découvrant également qu'il envoyait régulièrement des lettres de la sorte, il fut relâché et envoyé à l'asile d'Amityville où il fut diagnostiqué « fou mais sans danger ».

## Palmarès

### En double mixte
| No | Date       | Nom et lieu du tournoi                 | Catégorie | Surface      | Partenaire        | Finalistes                   | Score         |          |
| -- | ---------- | -------------------------------------- | --------- | ------------ | ----------------- | ---------------------------- | ------------- | -------- |
| 1  | 12-06-1894 | US National Championships Philadelphie | G. Chelem | Gazon (ext.) | Juliette Atkinson | A. McFadden Gustav Remark    | 6-3, 6-2, 6-1 | Parcours |
| 2  | 25-06-1895 | US National Championships Philadelphie | G. Chelem | Gazon (ext.) | Juliette Atkinson | Amy Williams Mantle Fielding | 4-6, 8-6, 6-2 | Parcours |
| 3  | 17-06-1896 | US National Championships Philadelphie | G. Chelem | Gazon (ext.) | Juliette Atkinson | Amy Williams Mantle Fielding | 6-2, 6-3, 6-3 | Parcours |
| 4  | 14-06-1898 | US National Championships Philadelphie | G. Chelem | Gazon (ext.) | Carrie Neely      | Helen Chapman J. A. Hill     | 6-2, 6-4, 8-6 | Parcours |